# Настільний теніс на літніх Олімпійських іграх 2024
Змагання з настільного тенісу на літніх Олімпійських іграх 2024 року в Парижі відбувалися з 27 липня по 10 серпня 2024 року на арені «Paris Expo Porte de Versailles». Участь брали 172 спортсмени у п'яти дисциплінах змагальної програми (чоловічий та жіночий одиночні та командні розряди, а також змішаний розряд).. У порівнянні з попередніми Іграми ніяких змін не відбулося.

## Розклад змагань
| П | Попередній раунд | ¼ | Чвертьфінали | ½ | Півфінали | Ф | Фінал |

| Дисципліна↓/Дата →          | Суб 27 | Нед 28 | Пон 29 | Вів 30 | Сер 31 | Чет 1 | П'ят 2 | Суб 3 | Нед 4 | Пон 5 | Вів 6 | Сер 7 | Чет 8 | П'ят 9 | Суб 10 |
| --------------------------- | ------ | ------ | ------ | ------ | ------ | ----- | ------ | ----- | ----- | ----- | ----- | ----- | ----- | ------ | ------ |
| одиночний розряд (чоловіки) | П      | П      | П      | П      | П      | ¼     | ½      |       | Ф     |       |       |       |       |        |        |
| командний розряд (чоловіки) |        |        |        |        |        |       |        |       |       | П     | П     | ¼     | ½     | Ф      |        |
| одиночний розряд (жінки)    | П      | П      | П      | П      | П      | ¼     | ½      | Ф     |       |       |       |       |       |        |        |
| командний розряд (жінки)    |        |        |        |        |        |       |        |       |       | П     | П     | ¼     | ½     |        | Ф      |
| змішаний парний розряд      | П      | ¼      | ½      | Ф      |        |       |        |       |       |       |       |       |       |        |        |

## Медальний залік

### Таблиця медалей
*   Країна-господарка (Франція)
| Місце               | NOC                 | Золото | Срібло | Бронза | Загалом |
| ------------------- | ------------------- | ------ | ------ | ------ | ------- |
| 1                   | Китай               | 5      | 1      | 0      | 6       |
| 2                   | Швеція              | 0      | 2      | 0      | 2       |
| 3                   | Японія              | 0      | 1      | 1      | 2       |
| 4                   | КНДР                | 0      | 1      | 0      | 1       |
| 5                   | Південна Корея      | 0      | 0      | 2      | 2       |
| 5                   | Франція*            | 0      | 0      | 2      | 2       |
| Загалом (6 збірних) | Загалом (6 збірних) | 5      | 5      | 5      | 15      |

### Дисципліни
| Дисципліна                  | Золото                                      | Срібло                                                        | Бронза                                               |
| --------------------------- | ------------------------------------------- | ------------------------------------------------------------- | ---------------------------------------------------- |
| одиночний розряд (чоловіки) | Фань Чженьдун · Китай                       | Трульс Мереґорд · Швеція                                      | Фелікс Лебрен · Франція                              |
| командний розряд (чоловіки) | Китай (CHN) Ван Чуцинь Ма Лун Фань Чженьдун | Швеція (SWE) Антон Кельберґ Крістіан Карлссон Трульс Мереґорд | Франція (FRA) Сімон Гозі Алексі Лебрен Фелікс Лебрен |
| одиночний розряд (жінки)    | Чень Мен · Китай                            | Сунь Їнша · Китай                                             | Хіна Хаята · Японія                                  |
| командний розряд (жінки)    | Китай (CHN) Сунь Їнша Ван Маньюй Чень Мен   | Японія (JPN) Хіна Хаята Міва Харімото Міу Хірано              | Південна Корея (KOR) Сін Ю Пін Чон Чі Хі Лі Ин Хе    |
| змішаний парний розряд      | Китай (CHN) Ван Чуцинь Сунь Їнша            | Північна Корея (PRK) Лі Чон Сік Кім Кум Йон                   | Південна Корея (KOR) Лім Чон Хун Сін Ю Пін           |